# 柱花红景天
柱花红景天（学名：Rhodiola semenovii）为景天科红景天属的植物，为中国的特有植物。分布于中国大陆的新疆等地，生长于海拔1,800米的地区，目前尚未由人工引种栽培。